# Петилија Поликастро
Петилија Поликастро (итал. Petilia Policastro) је насеље у Италији у округу Кротоне, региону Калабрија.
Према процени из 2011. у насељу је живело 5704 становника. Насеље се налази на надморској висини од 493 м.

## Становништво
Према резултатима пописа становништва 2011. у општини је живело 9.267 становника.
| 1931. | 1936. | 1951.  | 1961.  | 1971.  | 1981.  | 1991.  | 2001. | 2011. |
| ----- | ----- | ------ | ------ | ------ | ------ | ------ | ----- | ----- |
| 8.668 | 9.519 | 11.700 | 11.847 | 10.935 | 10.893 | 10.473 | 9.594 | 9.267 |